# Al Ain Mall
Al Ain Mall is een winkelcentrum in Al Ain, Verenigde Arabische Emiraten en het is geopend in 2001. Al Ain Mall ondergaat op dit moment(2013) een enorme uitbreiding. Er zal een vijfsterrenhotel, 150 extra winkels en een ondergrondse parkeergarage van drie verdiepingen waar ruimte is 3000 auto's komen. Als de uitbreiding voltooid is zal het winkelcentrum meer dan 420 winkels hebben.
Het hotel zal 210 kamers, 15 chalets, 3 VIP villa's, een kuuroord, directie kamers en meerdere restaurants hebben.
Elk jaar bezoeken meer dan negen miljoen mensen uit de VAE, Oman en andere (buur)landen het winkelcentrum en er wordt voorspeld dat de uitbreiding nog meer bezoekers zal trekken.